# Dysderina capensis
Dysderina capensis är en spindelart som beskrevs av Simon 1907. Dysderina capensis ingår i släktet Dysderina och familjen dansspindlar. Inga underarter finns listade i Catalogue of Life.